# L'Isola
L'Isola (en francès Isola) és un municipi francès situat al departament dels Alps Marítims i a la regió de Provença – Alps – Costa Blava.

## Demografia
| 1962                                       | 1968 | 1975 | 1982 | 1990 | 1999 | 2006 |
| ------------------------------------------ | ---- | ---- | ---- | ---- | ---- | ---- |
| 324                                        | 223  | 389  | 539  | 576  | 526  | 571  |
| Des de 1962: població sense dobles comptes |      |      |      |      |      |      |

## Administració
| Període   | Identitat         | Partit |
| --------- | ----------------- | ------ |
| 1947-1968 | Jean Gaissa       |        |
| 1968-1995 | Charles Rami      |        |
| 1995-2008 | Jean-Yves Rami    |        |
| 2008-     | Jean-Marie Bogini |        |

## Agermanaments
- Castiglione di Garfagnana